# 外務員 (金融商品)
外務員（がいむいん）は、金融商品取引業者（証券会社等）・登録金融機関（銀行等）・金融商品仲介業者の役職員のうち、証券取引・デリバティブ取引の勧誘等の行為を行う者である。金融商品取引法による登録を受けなければ業務を行うことができない（同法第64条第2項・第66条の25）。登録は日本証券業協会で行っており（同法第64条の7第1項および第2項による委任）、登録を受けるためには同協会の実施する外務員試験に合格する必要がある。
固定給の場合は社員外務員、歩合給の場合は歩合外務員と呼ばれる。
国家資格では無いものの認定団体である日本証券業協会（JSDA）は内閣総理大臣の承認を受けて活動している組織であるため、公益性の高い資格である。

## 概要
証券会社等に所属し、本店や営業所などで有価証券の募集や売買の勧誘などの営業活動を行ったり、証券会社の営業員として顧客を訪問し有価証券（株券、債券、証券投資信託の受益証券など）の売買などを勧誘したりするなど、外務行為のすべてを行う。
なお、実際の勧誘に当たっては、外務員試験に合格した上で所定の研修を受け、さらに日本証券業協会への登録を経て、初めて勧誘活動に当たれる。

## 区分
- 一種外務員資格 - 新株予約権証券、カバードワラントを含め、すべての外務行為。
- 信用取引外務員資格 - 選択権付債券売買取引、信用取引や先物取引、オプション取引、現物取引の募集や売買の勧誘などの営業活動
- 二種外務員資格 - 選択権付債券売買取引、信用取引以外の有価証券の募集や売買の勧誘などの営業活動
- 特別会員一種外務員資格 - 現物取引（債券（公社債のみ）、投信）、選択権付債券売買取引（債券関連のみ）の募集や売買の勧誘などの営業活動
- 特別会員二種外務員資格 - 現物取引（債券（公社債のみ）、投信）の募集や売買の勧誘などの営業活動
- 特別会員四種外務員資格 - 現物取引（投信）のみの募集や売買の勧誘などの営業活動

## 受験資格
正会員二種外務員は受験資格は不問である。他は受験資格が必要になる。主に証券会社に就職して、一定の研修や資格試験を終えた後に「外務員登録原簿」に登録させることが義務づけられている。これ以外の者に外務員としての職務を行なわせた証券会社は、金融商品取引法により行政処分ないし刑罰の対象となる。特別会員一種外務員資格、特別会員二種外務員資格、特別会員四種外務員資格は銀行員、一部の日本郵政グループ（ゆうちょ銀行・郵便局会社）職員が受験可能。
尚､正会員の第一種証券外務員も､平成24年から､一般に開放されることになった｡新一種試験は、二種外務員資格試験の合格者ではなくても、直接受験することができる。

## 沿革
- 1948年（昭和23年）5月13日 : 有価証券外務員として置かれる[1]。
- 1951年（昭和26年）8月1日 : 東京有価証券外務員登録資格試験による、有価証券外務員の取得を開始する。
- 1952年（昭和27年）3月20日 : 名古屋有価証券外務員試験による、有価証券外務員の取得を開始する。
- 1953年（昭和28年）3月12日 : 外務員登録資格試験（新潟）による、有価証券外務員の取得を開始する。
- 1956年（昭和31年）8月23日 : 東京有価証券外務員登録資格試験による資格取得が終了する。
- 1965年（昭和40年）10月1日 : 名称が外務員となる[2]。
- 1966年（昭和41年）1月20日 : 外務員登録資格試験（新潟）による資格取得が終了する。
  - 1月28日 : 名古屋有価証券外務員試験による資格取得が終了する。
  - 3月6日 : 証券外務員資格試験（一般）による、証券外務員資格（一般）の取得を開始する。
- 1971年（昭和46年）9月11日 : 投信・債券外務員資格試験による、投信・債券外務員資格の取得を開始する。
- 1973年（昭和48年）6月17日 : 投信・債券外務員資格試験による資格取得が終了する。
  - 6月18日 : 証券外務員資格試験（一般）による資格取得が終了する。
  - 10月4日 : 投信債券外務員資格試験による、投信債券外務員資格の取得を開始する。
  - 12月20日 : 一般外務員資格試験による、一般外務員資格の取得を開始する。
- 1989年（平成元年）12月12日 : 一般外務員資格試験による資格取得が終了する。
- 1990年（平成2年）6月8日 : 二種外務員資格試験による、二種外務員資格の取得を開始する。
  - 12月12日 : 一種外務員資格試験による、一種外務員資格の取得を開始する。
- 1994年（平成6年）3月1日 : 全国銀行協会連合会、全国地方銀行協会、第二地方銀行協会および全国信用金庫協会が、第一種証券外務員研修修了認定試験および第二種証券外務員研修修了認定試験を開始する。生命保険協会および日本損害保険協会が、第一種証券外務員資格試験を開始する。
- 1996年（平成8年）3月31日 : 第一種証券外務員研修修了認定試験、第二種証券外務員研修修了認定試験および第一種証券外務員資格試験が終了し、それぞれ、特別会員一種外務員資格試験、特別会員二種外務員資格試験および特別会員一種外務員資格試験とみなすこととなる。
- 1998年（平成10年）12月10日 : 投信債券外務員資格試験による資格取得が終了する。
- 1999年（平成11年）6月10日 : 信用取引外務員資格試験による、信用取引外務員資格の取得を開始する。
- 2004年（平成16年）4月 : 登録金融機関（銀行、生・損保等）の役職員等が、一種、二種、信用取引外務員資格試験を受験可能となる。
  - 9月 : 日本証券業協会員の役職員以外が、二種外務員資格試験を受験可能となる。
- 2006年（平成18年）4月 : 信用取引外務員資格試験を、一種外務員資格試験に統合する。